# Cornwallis Square
Cornwallis Square (do 1993 Waterville-Cambridge-Grafton) – wieś (village) w kanadyjskiej prowincji Nowa Szkocja, w hrabstwie Kings (obszarowo największa w hrabstwie), położona na zachód od Kentville, nad rzeką Cornwallis River, utworzona w 1977 na bazie dystryktu straży pożarnej (powstałego w 1947), obejmującego miejscowości Waterville, Cambridge, Grafton i Woodville oraz tereny rolnicze między nimi.
Nazwa utworzonej 1 kwietnia 1977 wsi (pierwotnie określanej od trzech tworzących ją miejscowości mianem Waterville-Cambridge-Grafton) od 8 lipca 1993 brzmi Cornwallis Square i pochodzi od rzeki, nad którą leży.